# Пентаборан(11)
Пентаборан(11) — бинарное неорганическое соединение
бора и водорода с формулой B5H11,
бесцветная жидкость,
реагирует с водой,
самовоспламеняется на воздухе.

## Получение
- Конверсия диборана:

{\displaystyle {\mathsf {5B_{2}H_{6}\ {\xrightarrow {115^{o}C}}\ 2B_{5}H_{11}+4H_{2}}}}

## Физические свойства
Пентаборан(11) образует бесцветную нестабильную жидкость.
Самовоспламеняется на воздухе.

## Химические свойства
- Реагирует с кислородом воздуха (с самовоспламенением):

{\displaystyle {\mathsf {2B_{5}H_{11}+13O_{2}\ {\xrightarrow {}}\ 5B_{2}O_{3}+11H_{2}O}}}

## Токсичность
- Поражает центральную нервную систему, почки, печень. ПДК = 0,01 мг/м³.